# Jean Hatzfeld

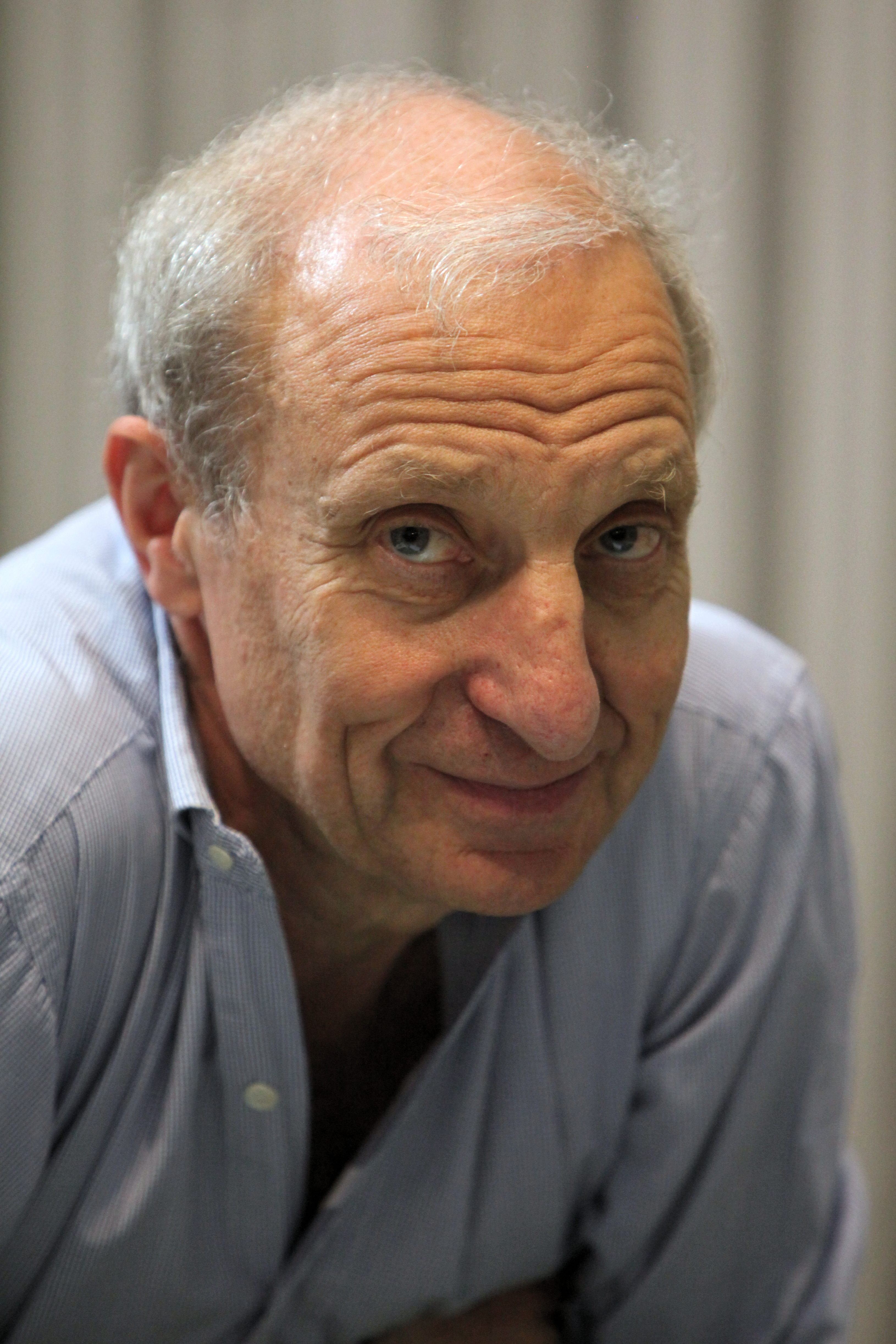
Jean Hatzfeld

Jean Hatzfeld, född 1949 i Madagascar, är en fransk journalist och författare.
Jean Hatzfeld är barnbarn till arkeologen Jean Hatzfeld (1880-1947) och son till historikern Olivier Hatzfeld. Han växte upp i Chambon-sur-Lignon i Frankrike.
Han publicerade sitt första reportage 1975 i veckotidningen Libération, i vars redaktion han senare ingick. Han började som sportjournalist, sedan allmänjournalist om inrikes frågor och därefter utlandskorrespondent framför allt i Israel och Palestina. Han täckte senare i första hand Östeuropa före och efter Sovjetunionens fall samt krig. Under tjugo år rapporterade han från ett stort antal krig i Mellersta Östern, Afrika och tidigare Jugoslavien. Han debuterade som författare 1994 med L'Air de la guerre, som han skrev efter att ha blivit instängd i Sarajevo i juni 1994. 
Jean Hatzfeld fick 2010 Ryszard Kapuściński-priset för litterära reportage.